# Elizabeth Short
Elizabeth Short (ur. 29 lipca 1924 w Hyde Park, zm. 15 stycznia 1947 w Los Angeles) – Amerykanka, ofiara brutalnego, do dziś niewyjaśnionego morderstwa. Okoliczności jej tajemniczej śmierci, a zwłaszcza brutalność tego aktu pozostają przedmiotem wielu domysłów i spekulacji oraz trwałym elementem amerykańskiej kultury masowej. Pośmiertnie znana również pod nadanym jej przez prasę przydomkiem The Black Dahlia („Czarna Dalia”).

## Życiorys
Elizabeth „Betty” Short urodziła się w Hyde Park, przedmieściu Bostonu, a dorastała w Medford. Była trzecią z pięciu córek Cleo Shorta i Phoebe Mae Sawyer. Matka nie pracowała i zajmowała się wychowywaniem córek, ojciec był dobrze prosperującym przedsiębiorcą, jednak w 1929 podczas krachu na giełdzie stracił większość majątku rodziny. Rok później zniknął, a jego porzucony samochód znaleziono na moście. Uznano, że popełnił samobójstwo, skacząc do rzeki. Matka Elizabeth wraz z córkami przeniosła się do małego mieszkania w Medford, gdzie znalazła pracę jako kelnerka. Kilka lat później Elizabeth dowiedziała się, że jej ojciec żyje i mieszka w Kalifornii. Jako chorowita dziewczynka (cierpiała na astmę i zapalenie oskrzeli) od 16. roku życia zimowe miesiące spędzała w Miami. Z powodu tych wyjazdów przerwała naukę i pracowała dorywczo jako kelnerka.
W wieku 19 lat przeniosła się do Vallejo w Kalifornii, chcąc zamieszkać z ojcem. Na początku 1943 obydwoje przenieśli się do Los Angeles, gdzie Betty pragnęła zrobić karierę modelki lub aktorki w Hollywood. Jeszcze w tym samym roku w wyniku sprzeczki rozstała się z ojcem. Przeniosła się do Santa Barbara, gdzie we wrześniu 1943 została na krótko aresztowana (będąc niepełnoletnią, spożywała alkohol). Po zwolnieniu wróciła do Medford. Tu poznała oficera USAF mjr Michaela Gordona Jr, który służył w Azji Południowo-Wschodniej. Według Elizabeth poprosił on ją listownie o rękę, na co przystała, jednak małżeństwo nie doszło do skutku, ponieważ Gordon w sierpniu 1945 zginął w wypadku lotniczym. Na pół roku przed swoją śmiercią, w lipcu 1946, Short przyjechała do Los Angeles w odwiedziny do swojego byłego chłopaka, porucznika USAF Josepha Gordona Ficklinga. Okolice Los Angeles i samo miasto to ostatnie znane jej miejsce pobytu.

## Zabójstwo
Ciało Elizabeth Short znaleziono w dzielnicy Los Angeles Leimert Park 15 stycznia 1947 roku. Jej zwłoki znajdowały się na zabudowanym terenie zachodniej strony South Norton Avenue, w połowie drogi pomiędzy przecznicami Coliseum St. i West 39th St. Odkryła je miejscowa mieszkanka Betty Bersinger podczas spaceru ze swoją 3-letnią córką. Ciało było przepołowione w okolicach jamy brzusznej na dwa oddzielne fragmenty i idealnie czyste, usta w kącikach rozcięte od żuchwy do ucha (uśmiech Glasgow), a nogi i ramiona rozłożone. Jak wykazała później sekcja zwłok, pozbawione było zupełnie krwi. Nadgarstki i okolice kostek nosiły ślady krępowania, które sugerowały, że przed zgonem wisiała za ręce lub nogi lub w pozycji „X”. Genitalia nosiły ślady nacięć ostrym narzędziem. Chociaż czaszka pozostała nienaruszona, głowa denatki nosiła liczne ślady zadanych ciosów. Za ostateczną przyczynę śmierci patolog uznał utratę krwi i obrażenia mózgu. Wywnioskowano, że na kilka dni przed śmiercią była więziona i torturowana.
Jej ciało zostało pochowane na cmentarzu Mountain View w Oakland. W 1993 roku lokalne towarzystwo historyczne ufundowało w Medford tablicę pamiątkową jej poświęconą.

## Śledztwo dziennikarskie
Kilka dni po morderstwie, 23 stycznia, do redakcji Los Angeles Examiner zadzwonił zabójca i wyrażając zaniepokojenie, że wiadomość o zabójstwie Short znika z łamów gazet, zaproponował wydawcy rzeczy należące do ofiary. Następnego dnia do redakcji gazety dotarły: świadectwo urodzenia Short, wizytówki, fotografie, nazwiska wypisane na kartkach papieru i notes z adresami z wytłoczonym na okładce nazwiskiem Mark Hansen. To właśnie on, prawdopodobnie ostatnia znana osoba, która widziała Short żywą (9 stycznia), stał się głównym podejrzanym. Zabójca wysłał później jeszcze kilka listów do redakcji Los Angeles Examiner, podpisując się jako „Black Dahlia Avenger”. 25 stycznia, dziesięć dni po zabójstwie, torebkę i jeden but Short znaleziono w koszu na śmieci niedaleko od miejsca zbrodni. Sprawa zyskała rozgłos – w krótkim czasie około 60 osób (w większości mężczyzn, ale również kilka kobiet) przyznało się do zabójstwa. Największą rolę odegrała tu prasa, która w zabójstwie i jego okolicznościach zwietrzyła atrakcyjny temat. Jak później stwierdził Gerry Ramlow, reporter Los Angeles Daily News: „Jeśli morderstwo nigdy nie zostało wyjaśnione, to tylko z powodu dziennikarzy... Byli wszędzie, zadeptywali ślady, przetrzymywali informacje”. Dopiero po kilku dniach policja przejęła pełną kontrolę nad dochodzeniem, kładąc kres amatorszczyźnie reporterów i ich prywatnym śledztwom. Wiele informacji, jakie napływały do gazet od społeczeństwa, nigdy nie zostało przekazanych policji. Media, za sprawą brukowców Los Angeles Herald-Express i Los Angeles Examiner, które poprzez czarną obcisłą garsonkę, w jakiej zmarła była widywana niedługo przed śmiercią, i inklinację do popularnego ówcześnie filmu kryminalnego z 1946 roku pt. The Blue Dahlia (Błękitna Dalia) okrzyknęły zamordowaną „The Black Dahlia” („Czarną Dalią”). Zaczęły lansować jej rzekomo rozwiązły tryb życia, nazywając „awanturnicą krążącą po Hollywood Boulevard”, fałszywie twierdząc, że parała się prostytucją, jednak nie ma na to żadnych dowodów, przed śmiercią pracowała jako kelnerka w miejscowej restauracji. Larry Harnisch twierdzi, że plotka dotycząca prostytucji pochodzi z powieści Johna Gregory’ego Dunne’a z 1977 True Confessions (pol. Prawdziwe wyznania), która częściowo opiera się na zbrodni.
Inna szeroko rozpowszechniona plotka (czasami używana w celu odrzucenia twierdzeń, że Short była prostytutką) utrzymuje, że Short nie była w stanie odbyć stosunku płciowego z powodu wrodzonej wady, która spowodowała dysgenezję gonad, znaną również jako „niemowlęce genitalia”. Z akt prokuratora okręgowego hrabstwa Los Angeles wynika, że śledczy dotarli i przesłuchali trzech mężczyzn, z którymi Short uprawiała seks, w tym oficera policji z Chicago, który był podejrzanym w sprawie. Akta FBI w tej sprawie również zawierają oświadczenie jednego z kochanków Short. W samym raporcie z sekcji zwłok Short, który został w całości przedrukowany w książce Michaela Newtona z 2009 The Encyclopedia of Unsolved Crimes, zauważono, że jej macica była „mała”; jednak nie podano żadnych innych informacji z autopsji, które sugerowałyby, iż jej narządy rozrodcze były inne niż anatomicznie prawidłowe. Autopsja stwierdziła również, że Short nie była ciężarna i nigdy nie zaszła w ciążę, w przeciwieństwie do tego, co twierdzono przed i po jej śmierci.
Według Johna Gilmore’a, inna plotka – że Short była lesbijką – zaczęła się po tym, jak zastępca koronera powiedział Bevo Meansowi z Herald-Express, że Short „nie uprawiała seksu z mężczyznami” z powodu jej rzekomo „małych” genitaliów. Means uznał to za oznaczające, że Short uprawiała seks jedynie z kobietami, i zarówno on, jak i reporter Sid Hughes zaczęli bezowocnie badać bary dla homoseksualistów w Los Angeles w celu pozyskania innych informacji.

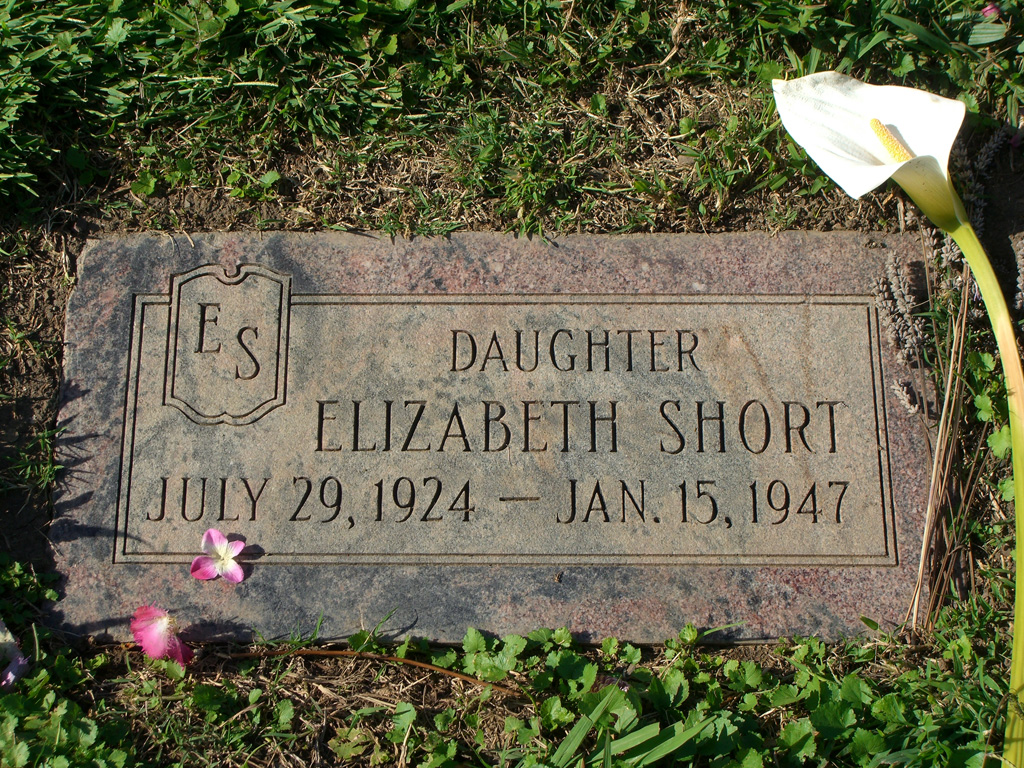
Nagrobek Elizabeth Short na cmentarzu Mountain View w Oakland

## Śledztwo
Śledztwo wszczęte przez policję Los Angeles w sprawie zamordowania Elizabeth Short było największym od sprawy zabójstwa Marion Parker w 1927 roku. Zaangażowani w nie zostali funkcjonariusze kilku agencji rządowych, w tym przede wszystkim FBI. W jego wyniku ustalono, że Short po raz ostatni była widziana żywa 9 stycznia. Nie wiadomo, co się z nią działo przez blisko tydzień do momentu odnalezienia jej ciała. Przesłuchano tysiące osób, z których ok. 200 uznano za podejrzane i które następnie, w toku śledztwa trwającego do końca 1949 roku, jako takie wykluczono. Oficjalnie śledztwo zamknięto 29 listopada 1949 roku. Do 2016 roku jej morderca pozostawał nieznany. Sądzono, że wyjaśnienie sprawy zabójstwa Elizabeth Short, ze względu na upływ czasu i zaniedbania popełnione w początkowym etapie śledztwa, jest już niemożliwe. Sprawa jej zabójstwa obrosła z biegiem czasu wieloma mitami, które dziś często przyjmowane są za fakty.

## Podejrzani
Wielu pisarzy specjalizujących się w zbrodniach kryminalnych wiąże zabójstwo Elizabeth Short z działającymi w tamtym okresie na terenie zachodniego wybrzeża seryjnymi zabójcami, zwłaszcza z nigdy niewykrytym seryjnym zabójcą, mordercą-rozpołowiaczem ciał „Rzeźnikiem z Cleveland”, któremu przypisuje się oficjalnie 12 wyjątkowo brutalnych zabójstw związanych z rozczłonkowaniem ciał w latach 1935–1938 i co najmniej dwa razy tyle ofiar, których ciała odnajdowano jeszcze w 1950 roku, oraz z Williamem Heirensem zwanym „Lipstick Killer” („Szminkowy Zabójca” – z powodu wiadomości pisanych szminką, pozostawianych na miejscu morderstwa). Jednak wielu śledczych policji Los Angeles wyklucza tę wersję z powodu wielu innych brutalnych morderstw związanych z okaleczeniem ciał ofiar, mających miejsce przed zabójstwem Short i po nim na terenie Kalifornii i niepozostających ze sobą w bezpośrednim związku. Na liście podejrzanych znaleźli się również: dr Walter Bayley – chirurg, który mieszkał o przecznicę dalej od miejsca odnalezienia ciała i którego córka była przyjaciółką denatki; Norman Chandler – wydawca Los Angeles Times, który miał rzekomo znać ofiarę, gdy ta przez krótki okres była prostytutką; Leslie Dillon – 27-letni goniec hotelowy i początkujący pisarz, który po śmierci Short pisał do policji listy ze swoimi przemyśleniami na temat morderstwa; 29-letni żołnierz Joseph A. Dumais, który przyznał się do zabójstwa i który, jak się później okazało, w czasie zbrodni przebywał zupełnie gdzie indziej, niż sam twierdził; Mark Hansen – właściciel nocnego klubu i hotelu, w którym Short mieszkała przez kilka miesięcy 1946 roku; dr George Hodel – specjalista chorób wenerycznych, u którego leczyła się Short; George Knowlton – mieszkaniec Los Angeles w okresie zabójstwa, którego jako sprawcę wskazała jego córka Janice w 1995 roku po ponad trzydziestu latach od jego śmierci w wypadku samochodowym, podając się również za świadka zbrodni; lekko upośledzony Robert M. Manley, który był pierwszym podejrzanym policji i którego wykluczyły testy na wykrywaczu kłamstw i alibi.
Byli to na ogół ludzie, którzy znali Elizabeth Short i spotykali się z nią w ciągu kilku miesięcy lub tygodni poprzedzających jej śmierć, a jednocześnie najczęściej mieli kłopoty z prawem.

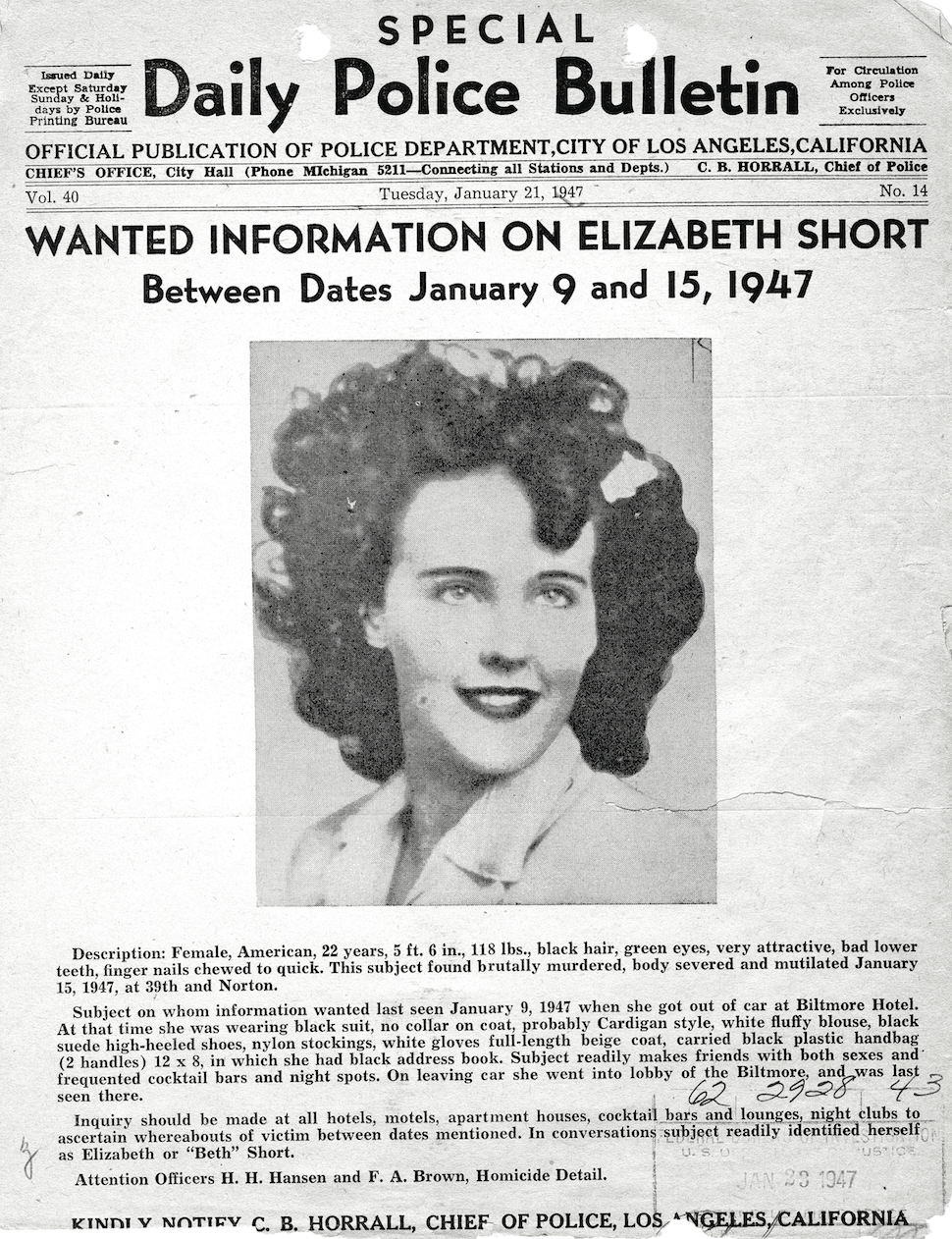
Elizabeth Short w policyjnym biuletynie

Większość podejrzanych zostało negatywnie zweryfikowanych przez policję w toku śledztwa lub nie znaleziono żadnych dowodów łączących ich ze sprawą. Wśród podejrzanych były również tak znane osobistości jak Bugsy Siegel i Orson Welles.
Aktualnie najbardziej podejrzanym w sprawie jest dr George Hodel. Po jego śmierci w 1999 Steve Hodel, syn doktora, pracujący w policji od 1963, znalazł w starych fotografiach ojca stare zdjęcie Czarnej Dalii. Steve szukając informacji o zbrodni, dowiedział się, że większość akt sprawy i dowodów zniknęła. Wkrótce udało mu się dostać do części dokumentów, z których wynikało, że nawet po zamknięciu śledztwa w domu jego ojca był zamontowany podsłuch, w którym ten przyznaje się do popełniania licznych przestępstw i między wersami mówi o morderstwie Elizabeth Short. Na nagraniu słychać też kobiece krzyki. Ponadto ojciec Steve’a jako znany lekarz był jednym z głównych podejrzanych już na wcześniejszych etapach śledztwa. Wkrótce po założeniu podsłuchu George Hodel wyjechał za granicę.
Po latach jego syn wrócił do domu, w którym George mieszkał w czasie zamordowania kobiety. Badanie terenu potwierdziło, że w ziemi otaczającej dom znajdują się ludzkie szczątki, jednak współczesna właścicielka budynku, Laura Prepon, nie zgodziła się na przeprowadzenie pełnego śledztwa na swoim terenie. Steve Hodel aktualnie podejrzewa ojca o liczne inne morderstwa. Lekarz nie może jednak zostać oficjalnie uznany za winnego (co tym samym rozwiązałoby sprawę), ponieważ według amerykańskiego prawa nie można osądzić osoby zmarłej. Steve Hodel opisał sprawę swojego ojca w książce Black Dahlia Avenger (po czasie ukazało się uzupełnione wydanie pt. Black Dahlia Avenger II).
Sprawa zabójstwa i związanych z nim hipotez odnośnie do sprawcy lub sprawców została opisana w kilku książkach.

## Wpływy kulturowe
Szeroko opisana przez prasę makabryczna zbrodnia zajęła trwałe miejsce w amerykańskiej kulturze masowej.
- Morderstwo zainspirowało Fritza Langa do nakręcenia w 1953 roku filmu The Blue Gardenia[22].
- Jeden z rozdziałów głośnej książki Jacka Webba z 1958 opartej na sprawach policji Los Angeles pt. The Badge. The Inside Story of One of America’s Great Police Departments w całości poświęcony jest sprawie „Czarnej Dalii”[23].
- W 1975 roku powstał film telewizyjny pt. Who Is the Black Dahlia? (Kim jest Czarna Dalia?) w reż. Roberta Lensky’ego, którego fabuła jest jednak w dużej mierze oparta na fikcji[1].
- John Gregory Dunne użył morderstwa „Czarnej Dalii” jako punktu wyjścia do akcji wydanej w 1977 powieści pt. True Confessions. Została ona sfilmowana w 1981 roku pod tym samym tytułem[1].
- W 1987 roku James Ellroy wydał powieść pt. The Black Dahlia, która w 2006 roku została sfilmowana przez Briana de Palmę pod tym samym tytułem[24].
- Szczątki Elizabeth Short odnalezione w starym domu pojawiają się w jednym z odcinków serialu telewizji NBC z 1988 roku pt. Hunter[1].
- W 1998 roku studio „Take 2 Interactive” wydało grę przygodową Black Dahlia, której jednym z wątków jest niewyjaśnione morderstwo Elizabeth Short[25].
- Max Allan Collins połączył sprawę zabójstwa „Czarnej Dalii” ze wspomnianym „Rzeźnikiem z Cleveland” w powieści kryminalnej z 2001 roku pt. Angel in Black[26].
- Akcja powieści Lyndy La Plante wydanej w 2006 roku pt. The Red Dahlia (Czerwona Dalia) jest kopią sprawy zabójstwa „Czarnej Dalii”[27].
- W 2006 roku Mark Nelson i Sarah Hudson Bayliss opublikowali książkę pt. Exquisite Corpse: Surrealism and the Black Dahlia Murder, w której zabójstwo „Czarnej Dalii” porównywali do aktu sztuki surrealistycznej[28].
- W 2006 roku powstał film fabularny w reżyserii Briana De Palmy pt. Czarna Dalia.
- W 2007 roku powstał amerykański horror pt. The Curse of the Black Dahlia (Klątwa Czarnej Dalii) w reżyserii Dana Goldmana[29].
- Sprawa zabójstwa „Czarnej Dalii” znalazła analogię w wydanej w 2011 grze komputerowej L.A. Noire[30].
- Nazwa amerykańskiej muzycznej grupy deathmetalowej The Black Dahlia Murder pochodzi od sprawy morderstwa Elizabeth Short[31].
- Wątek „Czarnej Dalii” występuje w pierwszym sezonie serialu American Horror Story, jest ona jednym z lokatorów nawiedzonego domu. Historia jej śmierci i morderstwa jest motywem przewodnim jednego z odcinków serialu.
- W grze GTA V zabójstwo zostało przedstawione jako śmierć Leonory Johnson[32].
- Marilyn Manson namalował serię czterech obrazów poświęconych Elizabeth Short.
- W 2007 roku zespół Hollywood Undead nagrał utwór „Black Dahlia”.
- W 2019 roku powstał miniserial „I Am the Night” inspirowany prawdziwymi wydarzeniami z życia Fauny Hodel, w którym jej ojciec/dziadek został jednoznacznie uznany winnym zamordowania „Czarnej Dalii”, jak i wielu innych kobiet.